# HOCR
hOCR — відкритий стандарт, який визначає формат даних для представлення OCR-виводу. Стандарт має на меті долучити до розпізнаного тексту інформацію про макет, рівень імовірності розпізнавання, стиль та інші дані. Для досягнення цілі долучення цієї інформації до розпізнаного тексту використовується стандартний формат HTML.
Існує утиліта командного рядка hocr2pdf для перетворення hocr-даних у файли PDF.